# Francisco Javier Miranda y Morfi
Francisco Javier Miranda y Morfi (1816-1864) fue sacerdote, miembro fundador del partido conservador y parte de la comisión que viajó a Miramar para ofrecer la corona de México a Maximiliano de Habsburgo. Participó en el escenario político mexicano durante el último gobierno de Antonio López de Santa Anna, la Guerra de Reforma y en la intervención francesa.

## Reseña biográfica

### Primeros años y vida política

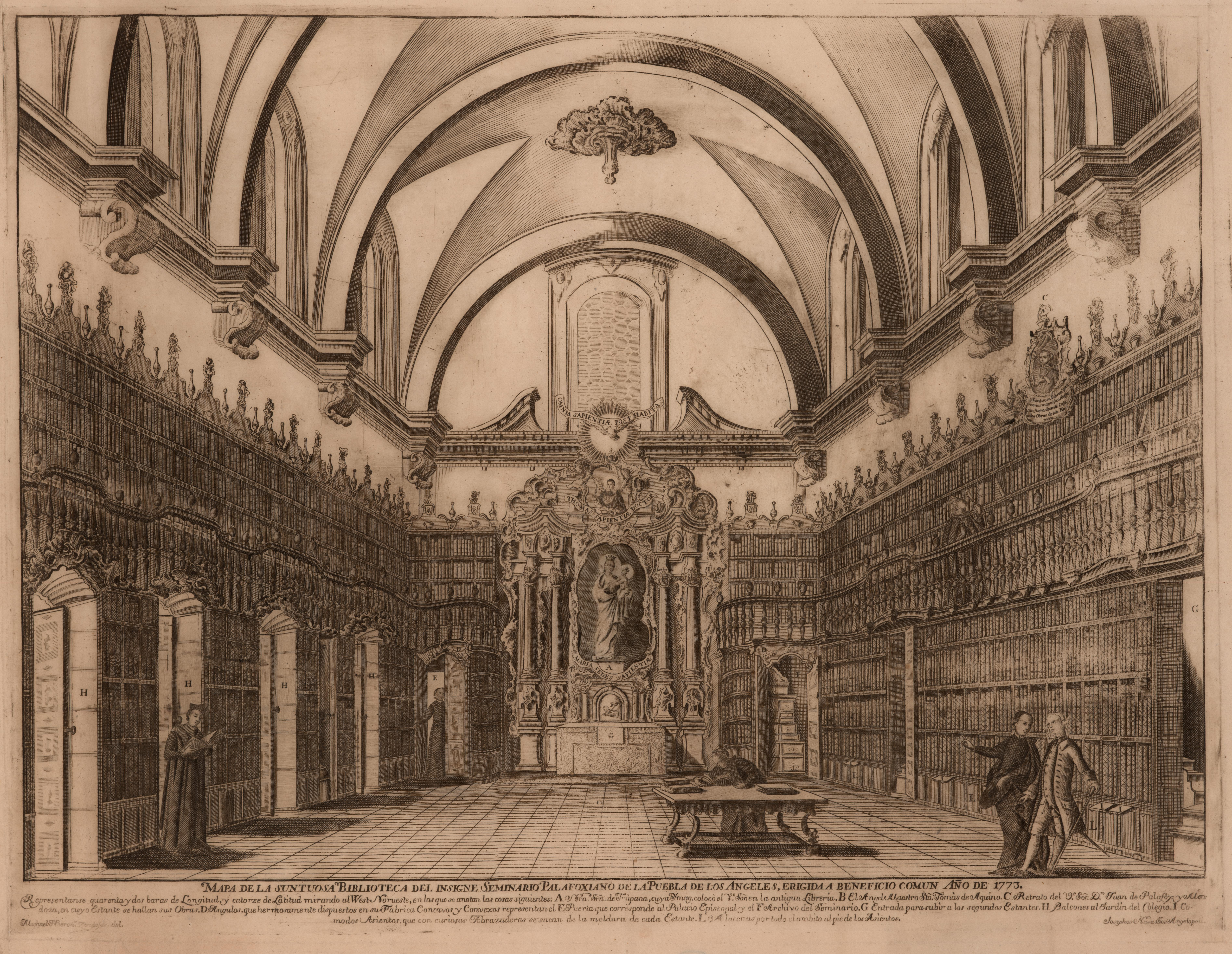
Suntuosa Biblioteca del Colegio Palafoxiano en Puebla de los Ángeles

Miranda y Morfi nació en Puebla el 2 de diciembre de 1816. Estudió Teología en el Colegio Palafoxiano, donde se ordenó sacerdote en 1840. Fue párroco de varios curatos, vicerrector del Colegio del Espíritu Santo de Puebla, director del de San Juan de Letrán de México, y cura del Sagrario Poblano. Doctor en sagrados cánones, político e ideólogo, escribió a partir de 1840 en diarios de la Ciudad de México y Puebla. Debido a las posturas que manifestó en sus textos, llamó la atención de Lucas Alamán, quien lo invitó a participar en el periódico El Tiempo que, junto con El Universal, fueron la tribuna para las ideas y convicciones de Alamán y sus seguidores, como el propio Miranda, el padre Manuel de San Juan Crisóstomo Nájera y el escritor y abogado conservador Ignacio Aguilar y Marocho. En El Tiempo, se hicieron los primeros señalamientos sobre la monarquía como el mejor sistema de gobierno para México.
Junto con Alamán, el padre Miranda fue de los fundadores del Partido Conservador en 1848, lo que le ayudó a ingresar al campo político y a ocupar cargos públicos. Por ello, tras el regreso de Antonio López de Santa Anna al país y a la presidencia en 1853, formó parte de su Consejo de Estado.

### Militante conservador
Miranda se oponía a las reformas liberales y defendía firmemente los valores eclesiales y católicos. Durante la Reforma, atacó la Ley de Desamortización de las Fincas Rústicas y Urbanas de las Corporaciones Civiles y Religiosas de México, más conocida como la Ley Lerdo que, como su nombre lo indica, en 1856 desamortizó conventos, monasterios, bienes raíces y tierras agrícolas de la Iglesia, campos de las comunidades indígenas y propiedades de los ayuntamientos. Se negó rotundamente a llegar a acuerdos con los miembros de la Logia Yorkina autodenominados Partido Liberal y buscó impulsar un sistema de gobierno que respetara a la Iglesia como institución. Sobre todo, quería que se le devolviera la posición política, social y económica que disfrutaba antes del triunfo del Plan de Ayutla. Miranda argumentaba que la lucha iniciada con dicho plan en 1854 representaba una guerra santa y por lo tanto, solo debía sobrevivir un combatiente: el triunfador.
Tras el triunfo de la Revolución de Ayutla, el cura Miranda fue expulsado del país el 20 de noviembre de 1855. Poco menos de un mes después, el 12 de diciembre, cuando Juan Álvarez, líder de Ayutla, dejó la presidencia en manos de Ignacio Comonfort, se rebeló el cura Francisco Ortega y García en Zacapoaxtla, Puebla, desconoció al gobierno de Comonfort y adoptó las Bases Orgánicas de 1836. El hecho mostró que las visiones políticas que sostenían los líderes eclesiásticos y los políticos liberales, fueran moderados o radicales, eran irreconciliables
A principios de 1856, Miranda regresó a México, disfrazado. Se mantuvo activo en las conspiraciones en contra del gobierno de Comonfort  y junto con el obispo de Puebla, Pelagio Antonio de Labastida y Dávalos, apoyó la presidencia de Félix María Zuloaga y se declaró enemigo de la Constitución de 1857. En enero de 1858, cuando los conservadores obtuvieron el poder, Francisco Miranda fue nombrado ministro de Justicia y Negocios Eclesiásticos del gobierno de Zuloaga.
A pesar de apoyar a Zuloaga, Miranda sabía que no era la mejor opción para el país ni para la iglesia. Por ello, desde enero de 1858, difundió la idea de que el único medio de salvar los bienes de la iglesia de los liberales era que, por medio de tratados, “se hipotequen esos bienes para garantizar el pago de los dividendos de la deuda extranjera y de las convenciones diplomáticas obteniendo de esa manera el apoyo y acaso la ayuda de Francia, Inglaterra y España“

### Actividad monárquica

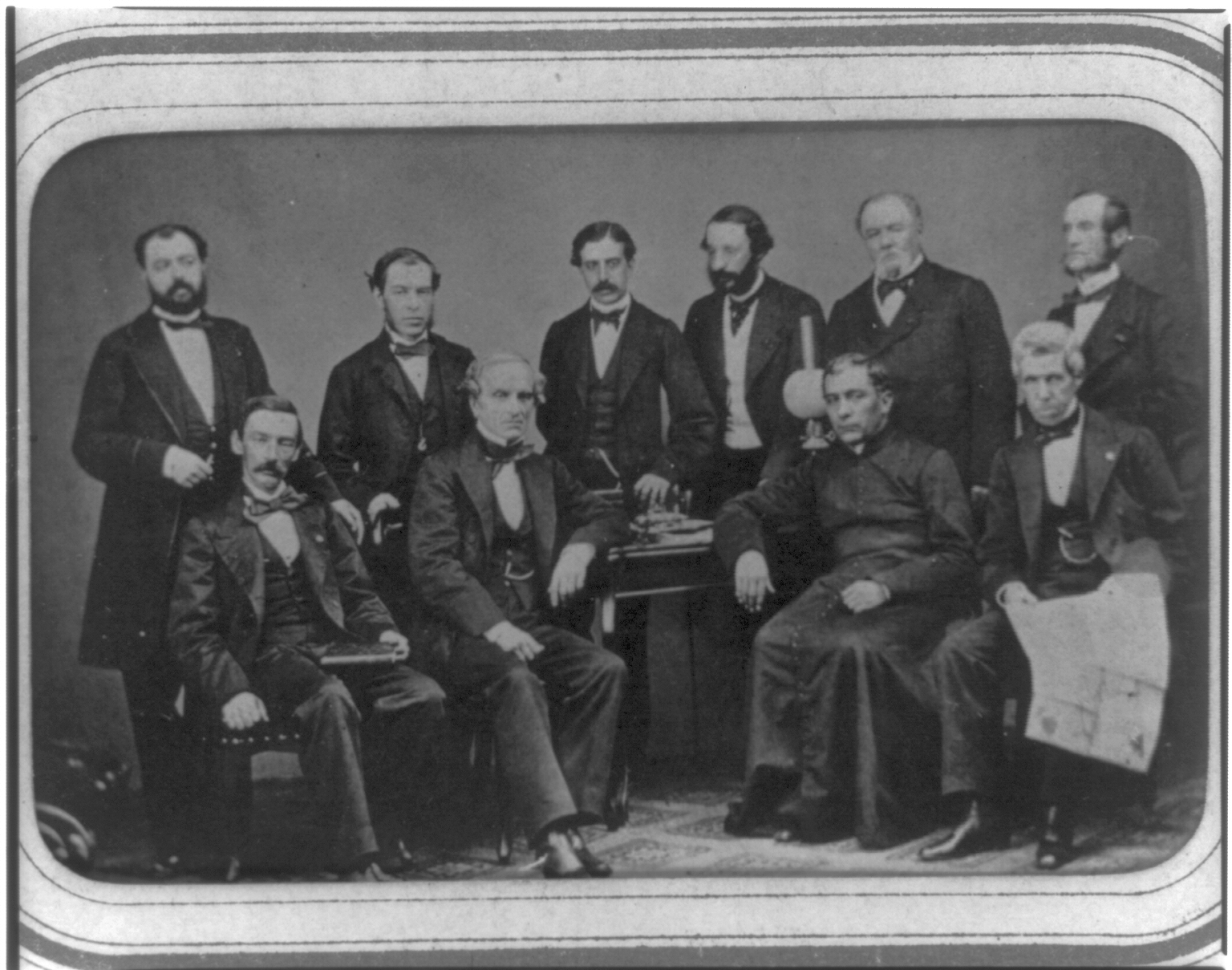
Francisco Javier Miranda fue parte de la Comisión Mexicana en Miramar

En diciembre de 1860 fue derrotado nuevamente el Partido Conservador. Un poco antes, previendo el resultado, Miranda cruzó el Atlántico para entrevistarse con el grupo de mexicanos que llevaban tiempo trabajando en Europa para la entronización de un monarca que dirigiera México. Pensaba que era necesario contar con una figura nacional que pudiera reunir a las tropas conservadoras con las francesas sin temor “de incurrir en la nota de traición a la patria”.  Por ello, proclamó el Plan de Córdoba, apoyando a Juan N. Almonte cuando éste se proclamó presidente en Orizaba en 1862, aunque no lo considerara el hombre indicado. Ese plan, diseñado por el obispo de Puebla, Pelagio Antonio de Labastida y Dávalos y por José María Gutiérrez de Estrada, permitió la unión de las tropas mexicanas con las francesas, al considerar que estas últimas eran auxiliares de la causa conservadora, para derrocar el gobierno de Benito Juárez y preparar una situación ordenada y estable.
Luego de la toma de la Ciudad de México el 10 de junio de 1863, el gobierno que se asentó en la capital, sostenido por las armas francesas, formó una comisión para que viajara al Castillo de Miramar, en la costa de Trieste y ofreciera formalmente la corona mexicana a Maximiliano de Habsburgo. Miranda Influyó de manera determinante la adhesión del gobierno conservador al segundo imperio.   pues fue uno de los integrantes de esa comisión.
Cuando se encontraba en dicha misión diplomática, escribió una carta narrando los momentos en que la comisión se presentó ante el archiduque y el ofrecimiento de la corona. Además describió el Castillo de Miramar, a los asistentes del acto e hizo comentarios y juicios respecto a la nobleza.
Miranda reprobó rotundamente a Maximiliano desde el momento mismo de conocerlo. La muerte evitó que se decepcionara de las ideas liberales del futuro emperador. Falleció días antes de que el monarca arribara a Veracruz, en mayo de 1864.

## Pensamiento
El padre Miranda argumentó que tratar de conseguir la paz y un gobierno estable por medio de un acuerdo que siguiera los principios de libertad civil, religiosa, de la democracia y la tolerancia de cultos es desconocer la nacionalidad mexicana y los elementos de la condición social.
Plantea que desde el imperio de Agustín de Iturbide, se han utilizado únicamente dos medios para salvar las situaciones y curar los males políticos y sociales. La constitución y la dictadura. Expresa que cuando el abuso de las constituciones convierte la libertad en rebelión y el orden en anarquía, entonces se busca la dictadura. Cuando en la dictadura se abusa y se convierte la autoridad en un tirano, y se entrona la inmoralidad por medio del favoritismo, se busca la constitución.  
Expuso que los intereses que se controvierten en la guerra de México no son materia de transacción y que los males que sufre el país no pueden remediarse por medio de una constitución cuya base sea el principio democrático y la libertad religiosa. Sugiere que los intereses de México tienen una relación íntima con los intereses europeos. Por lo tanto, la paz de México y los intereses europeos no se pueden salvar si no es limitando la influencia de los Estados Unidos. Se salvaría la nacionalidad mexicana y se conseguiría la paz, robusteciendo el gobierno mexicano con un gobierno opuesto al gobierno estadounidense.